# Pampa
Il termine pampa (al plurale "pampe"; dalla parola quechua che significa "pianura") si riferisce alle vaste pianure fertili (le maggiormente coltivabili della regione, grazie alle piogge favorite dai venti provenienti dall'Atlantico) dell'Argentina (in particolare delle province di Buenos Aires, La Pampa, Santa Fe e Córdoba), dell'Uruguay e della parte meridionale del Brasile (Rio Grande do Sul). È uno degli esempi più importanti di prateria dopo quella dell'America del Nord ed uno degli esempi di steppe più importanti oltre a quelle siberiane.
Il clima predominante sui circa 750000 km² di estensione della pampa è quello temperato. A sud-est il clima è reso talvolta secco a causa di El Niño e La Niña. La pianura è priva di boschi ed è caratterizzata da una vegetazione formata quasi esclusivamente di graminacee, spesso perenni e molto alte, con arbusti e piante xerofile. Le porzioni più alte della pampa, superiori ai 500 m s.l.m., sono situate in Uruguay e nel Rio Grande do Sul, dove il paesaggio è più ondulato.
La cremesina arborea, originaria dello stato del Paraná, era in precedenza l'unico albero che cresceva in zona senza formare una foresta a superare i 2-3 m nella steppa erbosa. Se si percorrono i circa 700 km che separano le città di Buenos Aires e Córdoba, il paesaggio è quasi del tutto pianeggiante se non per qualche eccezionale serie di colline.

## Toponimia
Il termine pampa deriva dal quechua e significa "pianura", in particolare pianura tra le montagne. Gli spagnoli ripresero il termine per indicare la regione pianeggiante priva di foreste - in particolare dalla gola di Humahuaca a Potosí - situata tra le Ande e le coste del Cono Sud.
Per metonimia, gli spagnoli chiamarono i popoli indigeni che lì abitavano pampas, in particolare gli het, i patagoni del nord chiamati guenaken e i querandíes; dopo le battaglie contro i mapuches iniziate nel XVIII secolo da territori che attualmente corrispondono al Cile, gli europei incontrarono per la prima volta i puelche, ovvero gli antichi pampas e patagoni che erano stati "mapuchizzati" (è il caso dei ranqueles).

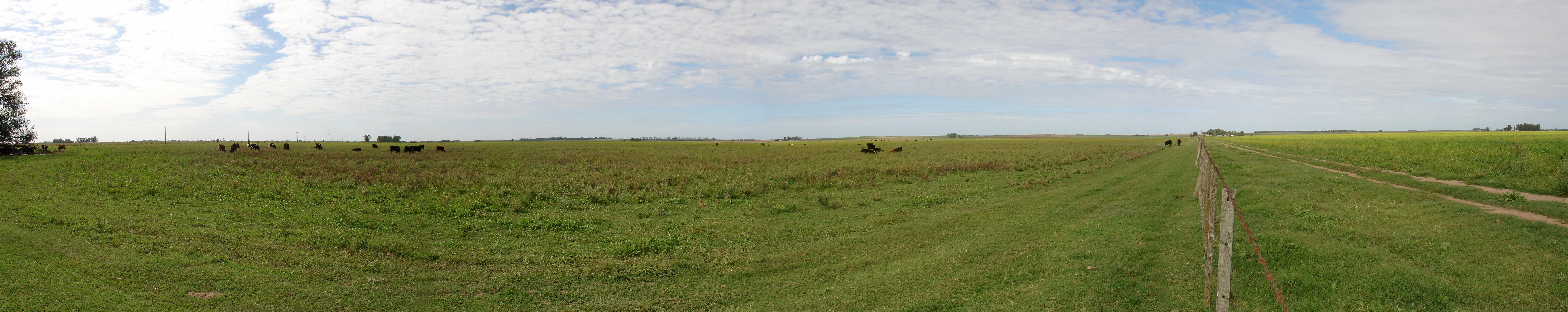
Panorama della pianura nella provincia di La Pampa circa 70 km a nord di Santa Rosa

## Geomorfologia
La regione della pampa è formata da una vasta e continua pianura interrotta solo da due sistemi montuosi nel sud-ovest della regione:
- Sierras de Tandilia: si estende da Mar del Plata al torrente Las Flores. La massima altitudine, 524 m s.l.m., si trova sulla collina di La Juanita.
- Sierras de Ventania: si estende dalla città di Puan a Indio Rico nel partido di Coronel Pringles. Il punto più elevato, 1239 m, è situato in una località nota come Tres Picos.

La pianura alterna aree quasi completamente pianeggianti a zone leggermente ondulate. Sedimenti di löss da 300 a 5 000 metri di profondità si sono accumulati in circa 5 milioni di anni dall'inizio del Pliocene all'Olocene. Al di sotto di questi depositi si trovano rocce cristalline che emergono solo nelle due zone più elevate sopraccitate o nelle cosiddette Sierras Pampeanas, nella provincia di Córdoba. In tutta la pampa si trovano lagune permanenti e stagionali di varie dimensioni. La maggior parte di esse si è costituita per via della conformazione geologica.

## Clima
Il clima di questa regione è una variazione del subtropicale umido, chiamato anche temperato, che è caratterizzato dal fatto che la stagione più calda è anche la più piovosa. Presenta estati calde e inverni freschi e variabili, con gelate frequenti ma senza nevicate; la temperatura media annuale è di 17 °C.
La quantità di precipitazioni che cade nella pampa suddivide una regione più umida e una più secca. La prima riceve una media di 900 mm all'anno di pioggia ed è solcata dai venti dell'Oceano Atlantico. Nella seconda, invece, localizzata nella parte occidentale della regione, la media si ferma ai 500 mm all'anno.
I venti caratteristici della regione della pampa sono il pampero e il sudestada. Il pampero è un vento forte e freddo di origine sud polare, che spira da sud o sud-ovest del paese nella regione; ha una velocità di 100 km/h e comporta piogge, cali di temperatura, grandi nubifragi e talvolta neve.
L'altra corrente consiste in una rapida rotazione dei venti freddi dal sud al quadrante sud-est, che satura le masse d'aria polari dell'umidità oceanica. Questo improvviso cambiamento, che tempera le basse temperature, generalmente causa precipitazioni a intensità variabile.

## Bioma
Il bioma naturale della regione della pampa è quello della prateria. Alcuni studiosi suddividono ben sette sottotipi: quello costiero, della savana, steppa, steppo-savana, costiero, di transizione tra le varie aree e forestali. All'interno di questo bioma, il tipo di vegetazione dominante è di tipo erboso e stepposo. Dal punto di vista fitogeografico, gran parte della regione è andata incontro a profondi mutamenti dovuti a produzioni agricole e zootecniche.
Durante i 10 millenni di sviluppo della vegetazione nelle praterie della pampa prima dell'antropizzazione, si sono formati dei fitoliti, ovvero dei composti inorganici. Oggi sopravvive solo il 36% della vegetazione originaria.

## Storia
Già probabilmente a partire dal tardo Pleistocene o almeno dall'8000 a.C. l'area era popolata dai pampidos, comprendenti anche i patagoni, uomini che sopravvivevano grazie alla caccia (la selvaggina più comune era composta da cervo delle pampas, guanachi, nandù e la megafauna vivente nel Sud America fino all'inizio del Pleistocene) e, più tardi, all'agricoltura.
All'arrivo degli spagnoli nel 1520, gli autoctoni che vivevano nella regione erano pochi, poiché il loro stile di vita dipendeva dalla caccia, dalla pesca e dall'agricoltura, anche se quest'ultima risultava all'epoca scarsamente praticata, come scoprirono gli spagnoli in un'esplorazione del 1537. I gruppi principali preispanici (Het e Guaraní) si erano insediati soprattutto sulle rive dei fiumi del bacino del Río de la Plata, ovvero a cavallo degli odierni Paraguay, Argentina, Brasile e Uruguay. Gli spagnoli non concentrarono subito le loro attenzioni sulla pampa perché, pur essendoci pochi indigeni, cosa che avrebbe garantito una più facile conquista delle terre, la penuria di coltivazioni agricole già radicate e di metalli preziosi - dopo esser stata sfatata la mitica Sierra del Plata - non rendeva la regione uno degli obiettivi principali. L'unica eccezione fu il naturale canale di comunicazione costituito dal Río de la Plata che attraversava Córdoba ed entrava a Tucumán.
Ciò comportò che, a partire dal diciottesimo secolo, gli europei (spagnoli e minoranze portoghesi, italiane, tedesche, ecc.) popolarono pacificamente i punti più frequentati a livello commerciale del Paraná e sul cosiddetto Camino Real, ovvero la serie di città quali Buenos Aires e Córdoba e altri centri ancora che erano situate sulla rotta per l'Alto Perù. Fin quasi alla fine del XIX secolo, diverse leghe "nell'entroterra" erano considerate dagli europei alla stregua di un "deserto": le porzioni di pampa indicate, già abbastanza disabitate in precedenza, erano divenute ancora più solitarie a causa dei conflitti sorti tra gli autoctoni e gli spagnoli. Dal XVI secolo erano giunti nel Nuovo Continente bovini, cavalli e pecore.

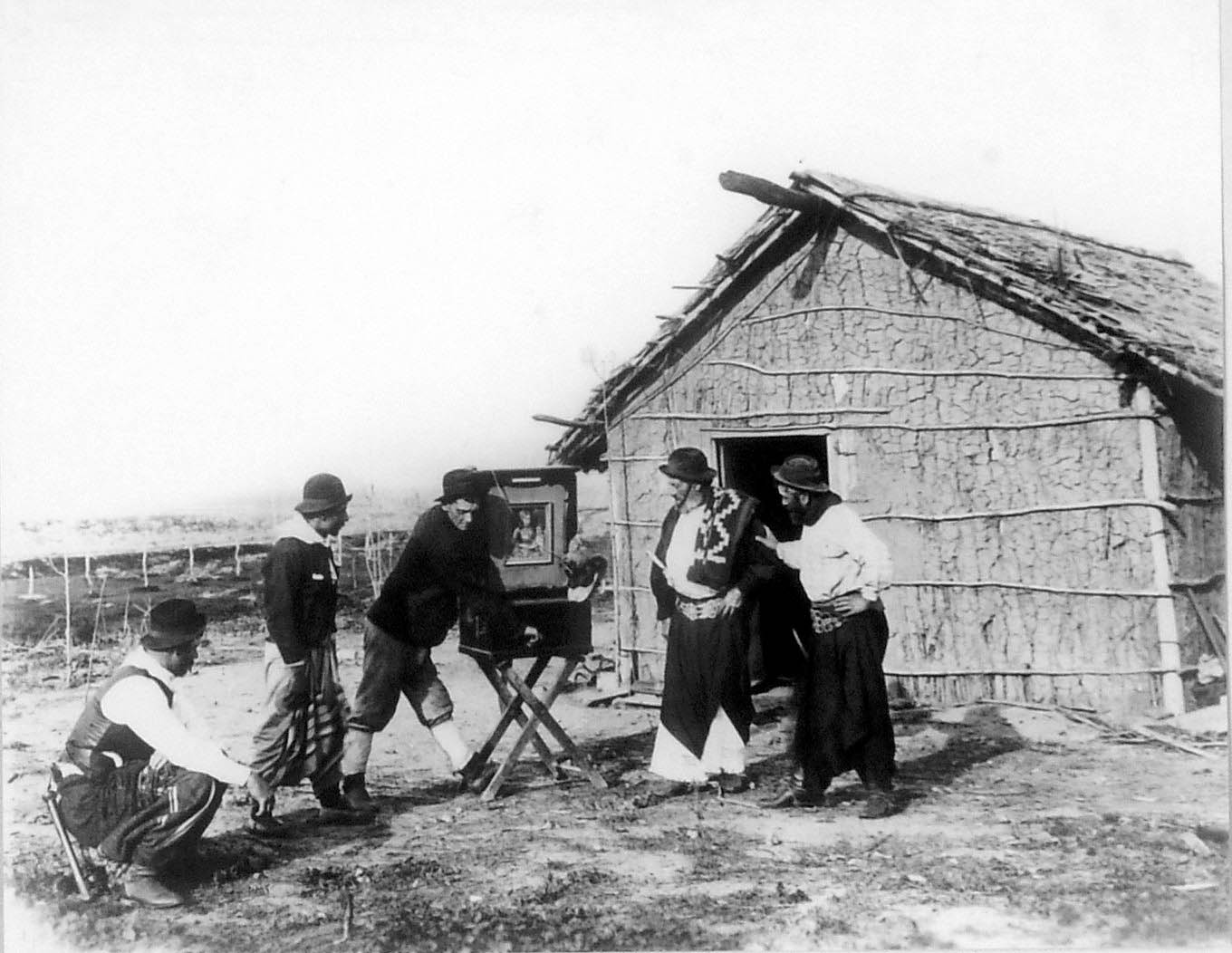
Gauchos alle prese con un fonografo nel 1895

La rivoluzione industriale giunse abbastanza in ritardo nella regione, ma quando ciò avvenne si verificarono notevoli mutamenti: il sistema dell'aridocoltura convinse gli europei a costituire nuove città in aree precedentemente considerate "desertiche" per avviare colture intensive, costruire ferrovie e battelli a vapore in gran numero su stile europeo. Questi ultimi trasporti migliorarono ulteriormente a seguito dell'invenzione della nave frigorifera ad opera di Charles Tellier alla fine del XIX secolo, che permise un più rapido raggiungimento delle province interne della pampa e lo sviluppo delle stesse a livello commerciale, in particolare, nella produzione e nella lavorazione della pelle, essenziale in Europa nei capi di abbigliamento, nelle calzature e nelle briglie. Vanno altresì citate le produzioni di lana di pecora e di cereali come grano e mais. Le aspirazioni iniziali di popolamento della regione, agli occhi degli europei, soffrivano del darwinismo sociale, tanto che veniva sponsorizzato l'insediamento degli "anglosassoni" o, "almeno", dei francesi, considerate le "razze" più evolute al mondo intorno al 1850. Ad ogni modo, nei fatti, la massiccia immigrazione giunse da aree più povere o sovrappopolate dell'Italia e della Spagna.
È in un simile contesto che ha assunto dei contorni definiti la figura del gaúcho, il mandriano della pampa, anche quella brasiliana, divenuto il simbolo di uno stile di vita. I nuovi processi di coltivazione, più intensi (si pensi alle estancias, una sorta di ranch costituiti proprio a tale scopo) ancora oggi sopravvivono piccole/medie aziende agricole dedite esclusivamente alla coltivazione gestite da argentini di origine europea. Dopo la cosiddetta conquista del deserto, gli allevatori istituirono la SRA (Sociedad Rural Argentina), mentre i produttori maggiori si costituirono nella CRA (Confederaciones Rurales Argentinas). Gli agricoltori aderirono alla Federazione Agraria Argentina (Federación Agraria Argentina) e/o al CONINAGRO (Confederación Intercooperativa Agropecuaria Limitada). Ancora oggi si tratta di importanti organizzazioni sindacali.
L'ultimo censimento nazionale della popolazione e delle abitazioni, condotto nell'ottobre 2010, ha evidenziato che il 66,2% degli abitanti dell'Argentina vive nella regione della pampa: essa include la città di Buenos Aires e la sua provincia, Santa Fe, Córdoba, Entre Ríos e La Pampa.

## Subregioni
Sulla base di ricerche morfologiche, geologiche e botaniche, lo studioso argentino Rolando León (1932-2005) ha classificato cinque subregioni - interna, meridionale, mesopotamica, collinare e umida - che, assieme alla parte meridionale e settentrionale della pampa in Uruguay e Brasile, identificano la regione delle praterie del río de la Plata.

### Pampa interna

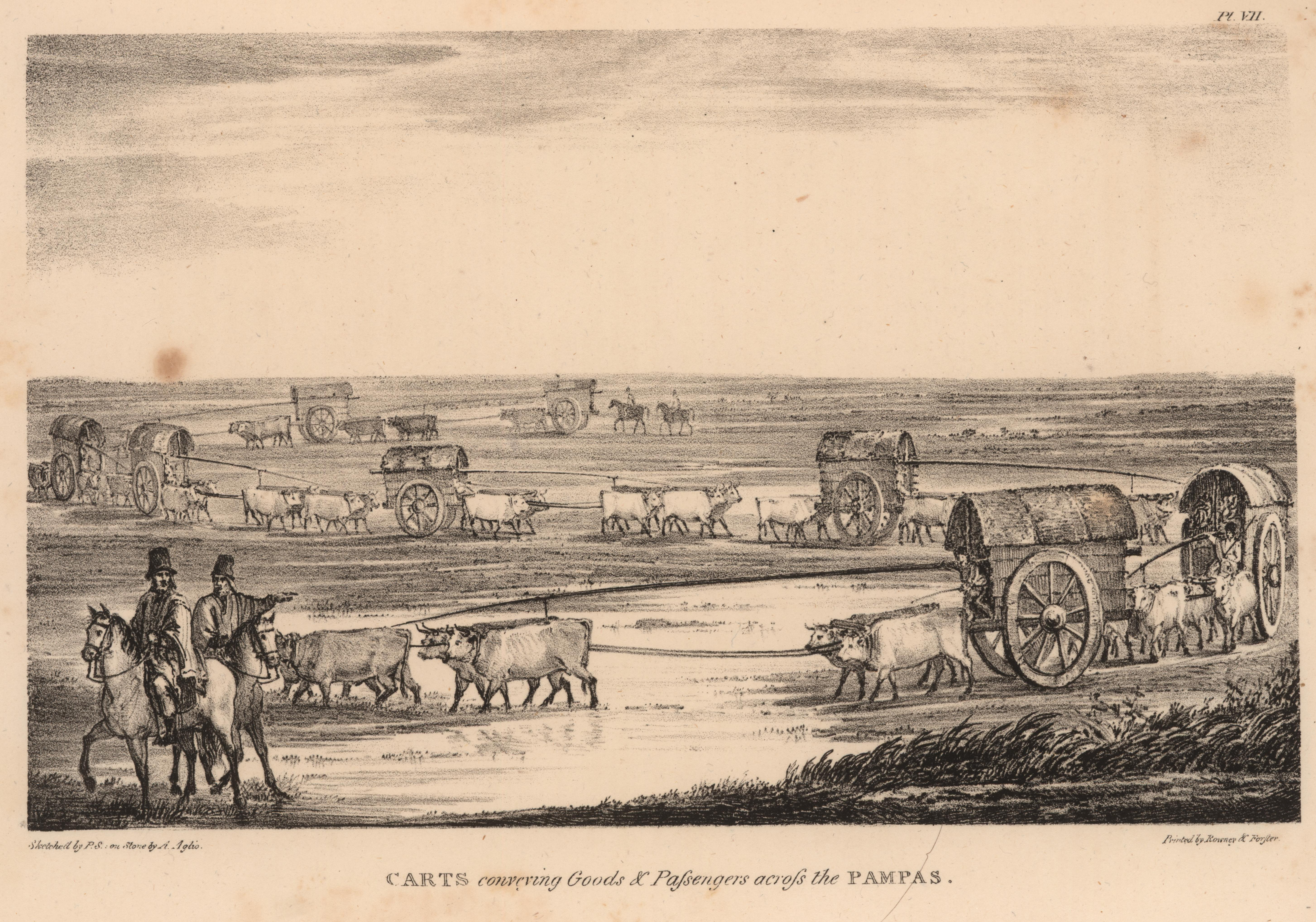
Carri trainati da buoi nell'interno della pampa nel 1821; disegno del viaggiatore inglese Peter Schmidtmeyer, litografia di Agostino Aglio

Tale sottoregione comprende l'ovest della provincia di Buenos Aires, il nord e l'est de La Pampa, il sud di Córdoba e il sud-est di San Luis. A sua volta, è suddivisa ulteriormente in due macro-aree: la "pianura", a est e quella a "ovest". I livelli di precipitazione risultano molto bassi nella parte occidentale, tanto che il pascolo è sovente preferito all'agricoltura in campi naturali o semi-naturali. Ad est, le condizioni più favorevoli per coltivare sono da rintracciarsi nei pressi delle colline o delle alte pianure L'uso del terreno a scopo agricolo o zootecnico non è nettamente sbilanciato in favore dell'uno o dell'altro, essendoci omogeneità sia sui suoli più alti sul livello del mare che sui più bassi.

#### Caratteristiche fisiche
Il paesaggio nella regione è, se non per rare eccezioni, del tutto pianeggiante: i circa 700 km che separano le città di Córdoba da Buenos Aires sono una pianura così piatta che l'orizzonte appare come una linea retta quasi perfetta. Solo in prossimità dei grandi fiumi sono presenti delle colline che hanno comportato la formazione di una rete di drenaggio mal definita, essendoci grandi bacini areici caratterizzati dalla presenza di lagune permanenti o stagionali, alcune delle quali interessate dalla salinizzazione, specialmente ad est, dove le precipitazioni sono maggiori. Per quanto riguarda le caratteristiche edafiche, la varietà diminuisce notevolmente da ovest a est. Nella provincia di San Luis, i suoli subiscono un drenaggio eccessivo, una bassa capacità di ritenuta idrica e un'alta suscettibilità all'erosione del vento. I terreni nelle porzioni superiori risultano poco differenti tra di loro: profondi, neutri e debolmente strutturati in quanto microporosi. I fondali bassi, che sono ben definiti, hanno permesso di identificare le caratteristiche geografiche del suolo locale, soggetto a idromorfismo, salinità e sodicità del sottosuolo.
La pampa humeda copre circa 600000 km², ovvero la maggior parte della provincia di Buenos Aires, i due terzi meridionali di Santa Fe, i tre quarti occidentali e meridionali di Córdoba e la parte orientale di La Pampa. Il suolo è ricco di humus, ricco di sedimenti löss, e in aggiunta alle precipitazioni che superano i 500 mm all'anno, risulta particolarmente adatto per i pascoli o per i prati; le zone non coltivate, le praterie, le "montagne" o i boschi di mesquite, piquillín (Condalia microphylla) e calden (Prosopis caldenia) sono spesso stati soppiantati o notevolmente ridotti di numero. Secondo Patricio H. Randle, prima dell'arrivo delle grandi mandrie europee (intorno al 1537) la maggior parte della pampa era coperta da una steppa di praterie alte e fitte.
Nella zona occidentale della pampa (pampa alta e pampa seca), la vegetazione nelle praterie è scarsa per il 60%-80% della superficie totale:, al confine tra le province di Buenos Aires e La Pampa, le specie presenti appartengono ai generi Stipa, Bromus, Piptochaetium, Eragrostis e Poa. Nella parte occidentale di Buenos Aires e nella parte orientale di La Pampa, l'eterogeneità del suolo si traduce in una distribuzione irregolare dei lotti di terreno. Nella provincia di San Luis, a predominare il paesaggio è il chañar (Geoffroea decorticans), principalmente nella zona orientale, dove predominano le attività agricole. Le praterie naturali esistenti hanno subito un processo di degrado nell'ultimo secolo a causa del pascolo eccessivo in tutto il distretto. Sopravvivono qua e là sorghastrum pellitum, comunemente chiamati erba rossa o di mucca, una specie endemica nelle praterie semi-aride.

### Pampa meridionale
Questa sottoregione comprende il sud e il sud-ovest della provincia di Buenos Aires e ospita un'importante area agricola, zootecnica e industriale. L'agricoltura ha una predominanza di colture invernali, in particolare il grano. Le aree sottoposte ad allevamento sono situate su terreni che soffrono di idromorfismo e alcalinità. La vegetazione nelle aree incontaminate è dominata da specie del genere Stipa, simili a quelle che crescono nella pampa ondulada e nell'interno. La vegetazione dei siti rocciosi e delle colline di Tandilia e Ventania rientrerebbe dal punto di visto fitogeografico, secondo alcuni autori, nel dominio boreale della provincia di La Pampa.

#### Caratteristiche fisiche

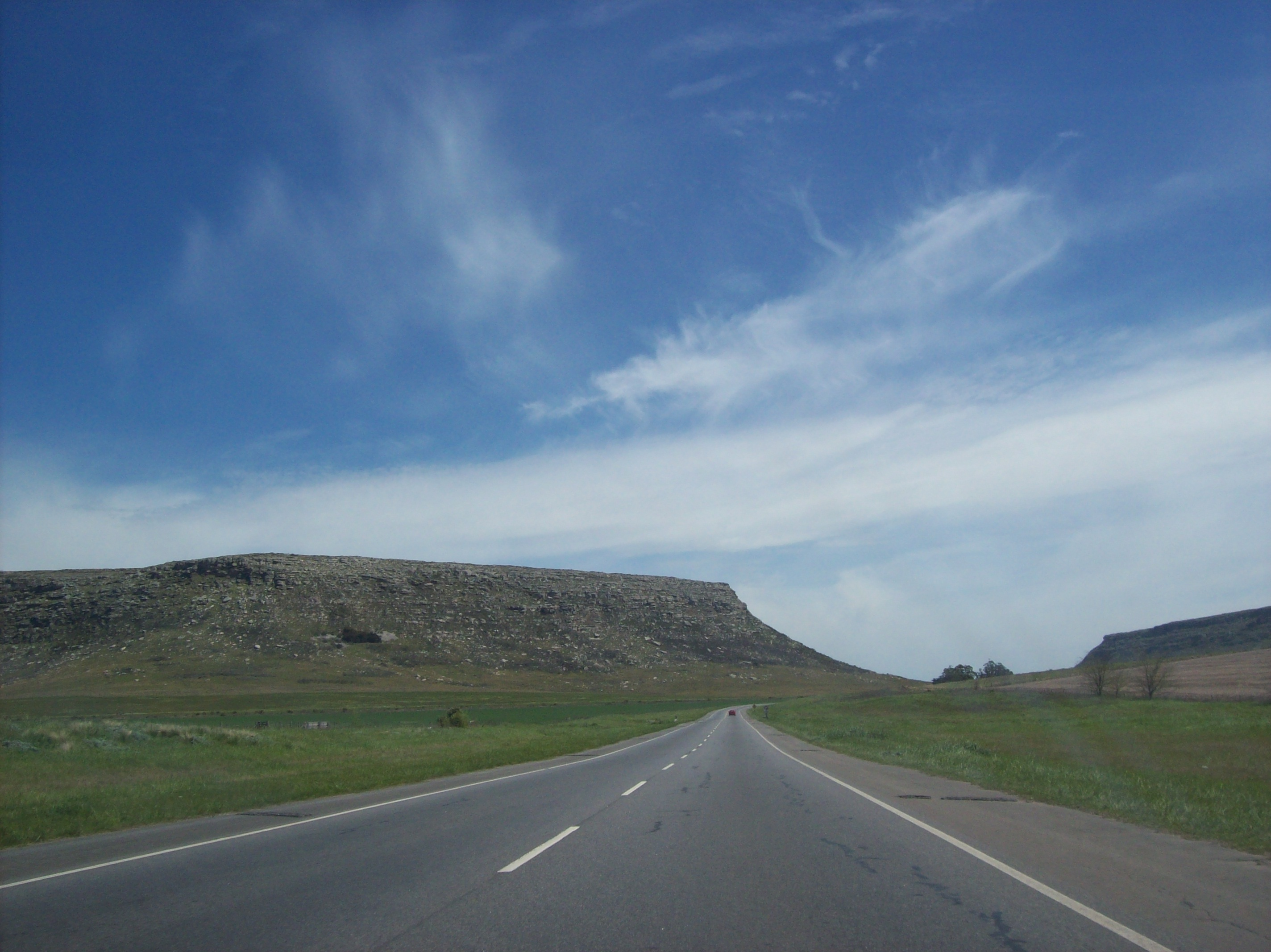
Il sistema de Tandilia visto dalla strada nazionale 226 in Argentina

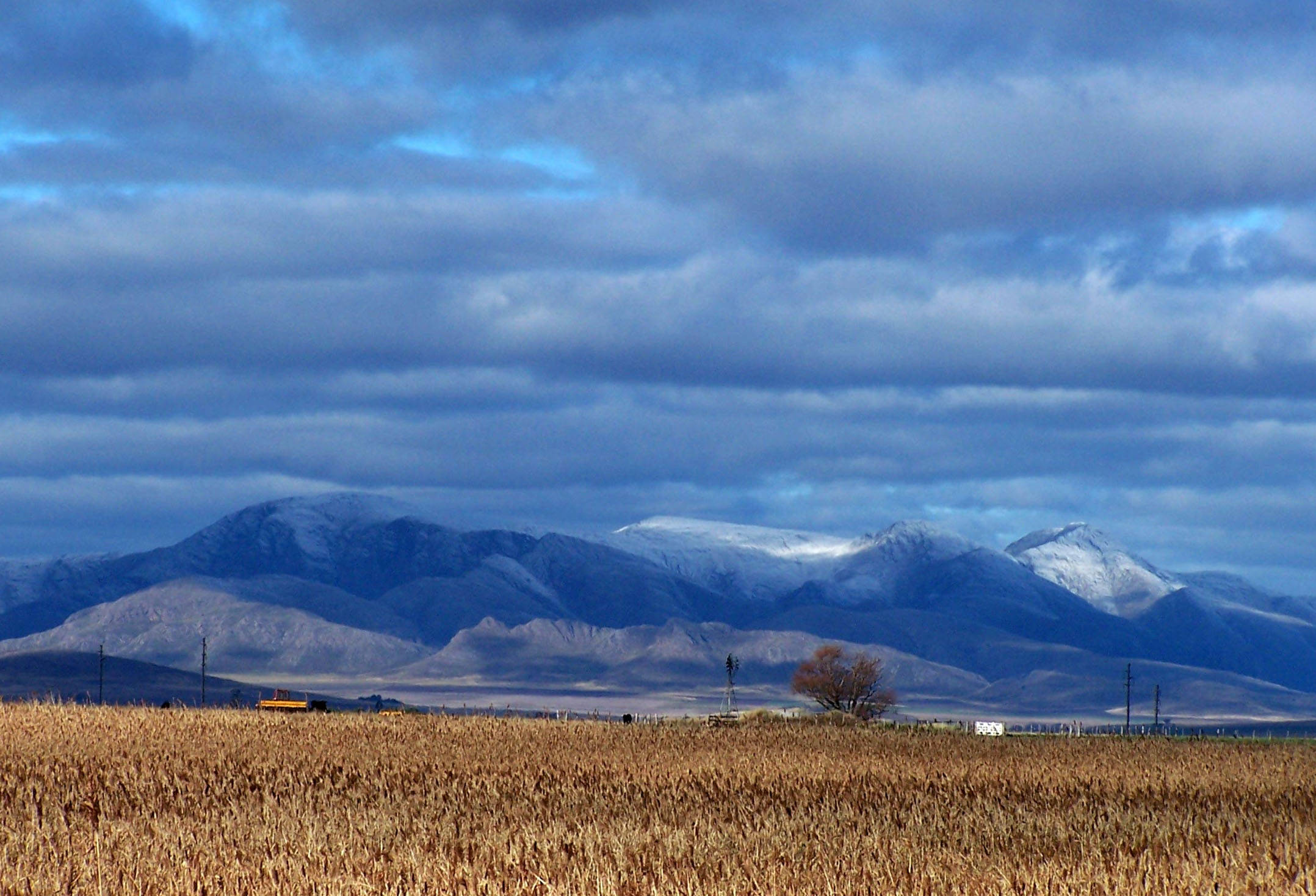
Sierras de Ventania

I paesaggi sono in parte pianeggianti e in parte leggermente collinari: un brusco cambio di paesaggio avviene nei pressi del sistema de Tandilia e sierras de Ventania. Il luogo è divenuto di importanza archeologica quando sono state scoperte delle pitture rupestri. A differenza di altre regioni della pampa, il terreno drena bene le piogge, salvo pochi sparuti casi e anche qui l'humus è una componente ben presente nel sottosuolo.

### Pampa mesopotamica
La combinazione di caratteristiche edafiche e posizione geografica (tra Paraní e regioni uruguaiane) ha reso questa sottoregione un centro agricolo del paese dalla fine del XIX secolo. Le principali attività economiche nella regione sono le colture annuali (grano, mais, riso, girasole) e le piantagioni di alberi da frutto ad est e l'allevamento di bestiame a centro-ovest. Negli anni novanta, l'area compresa nella regione di La Pampa ha subito interventi di rimboschimento di pini ed eucalipti grazie alla promulgazione della legge nazionale n. 25.080/2000 adottata dalla provincia con il regolamento attuativo n. 3.190, intitolato Adhesión a la Ley Nacional Nº 25.080 de inversiones para bosques cultivados, y pautas complementarias (Adesione alla legge nazionale n. 25.080 sulla promozione delle foreste coltivate e linee guida complementari). Un provvedimento simile è stato emanato dalla provincia di Corrientes. L'area boschiva ha sostituito aree tradizionalmente destinate all'attività zootecnica.

#### Caratteristiche fisiche
Questa fetta della pampa è situata su una pianura formata da sedimenti di löss ed è leggermente collinare. I suoli sono moderatamente profondi, ricchi di materia organica, dalle trame franche a quelle argillose ad ovest e argille argillose ad est, il che comporta una riduzione dei livelli di infiltrazione. La rete di drenaggio è ben sviluppata, con numerosi corsi d'acqua esoreici.
La vegetazione è caratterizzata da un mosaico di formazioni erbacee, in particolare sulle più elevate colline, alternate a boschi a galleria sulle rive dei corsi fluviali. La varietà erbacea più frequente la "flechilla", che cresce in maniera spontanea su quasi tutti rilievi. Un elemento di differenziazione di questa subregione rispetto alle altre è la presenza di erbe tropicali come Axonopus, Paspalum, tra le altre.

### Pampa collinare

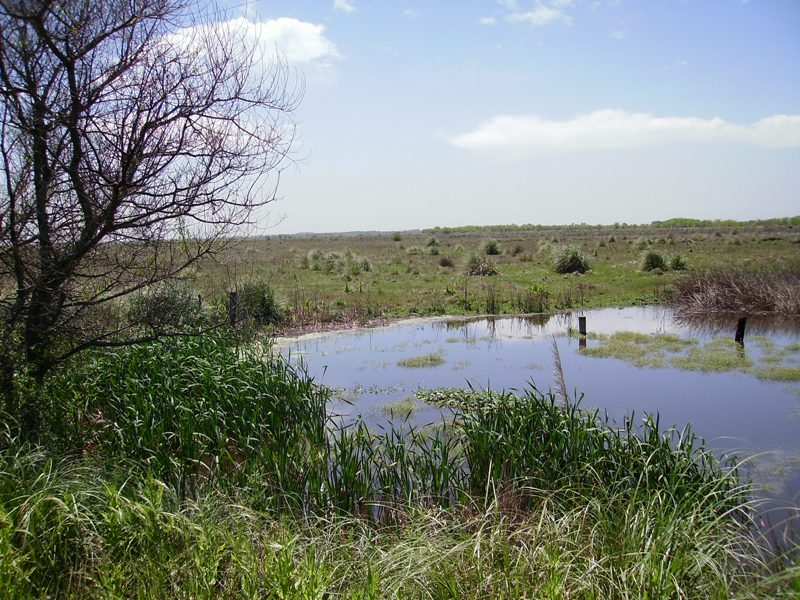
Pianura della pampa a nord della provincia di Buenos Aires

Questa subregione si estende verso est fino alle coste della provincia di Buenos Aires, verso sud e ovest con il fiume Salado e a nord con il fiume Carcarañá, nella provincia di Santa Fe. Risulta la più industrializzata (prolifera il settore metallo-meccanico e l'industria tessile) e popolata, per via della sua vicinanza ai porti, della disponibilità di energia e di acqua, con canali commerciali ben sviluppati, grande manodopera e ottime condizioni edafiche e climatiche.
L'impatto antropico sulla vegetazione originaria si è fatto sentire qui in maniera molto più accentuata che altrove. Le condizioni edafiche e climatiche consentono di sviluppare due colture nella stessa stagione di crescita, conferendo a questa subregione un carattere eminentemente agricolo, sebbene siano sfruttate delle aree per allevare bestiame adiacenti ai corsi d'acqua. L'agricoltura intensiva e l'allevamento hanno comportato una variazione non solo a livello superficiale del suolo, ma anche del substrato immediatamente sottostante.

#### Caratteristiche fisiche

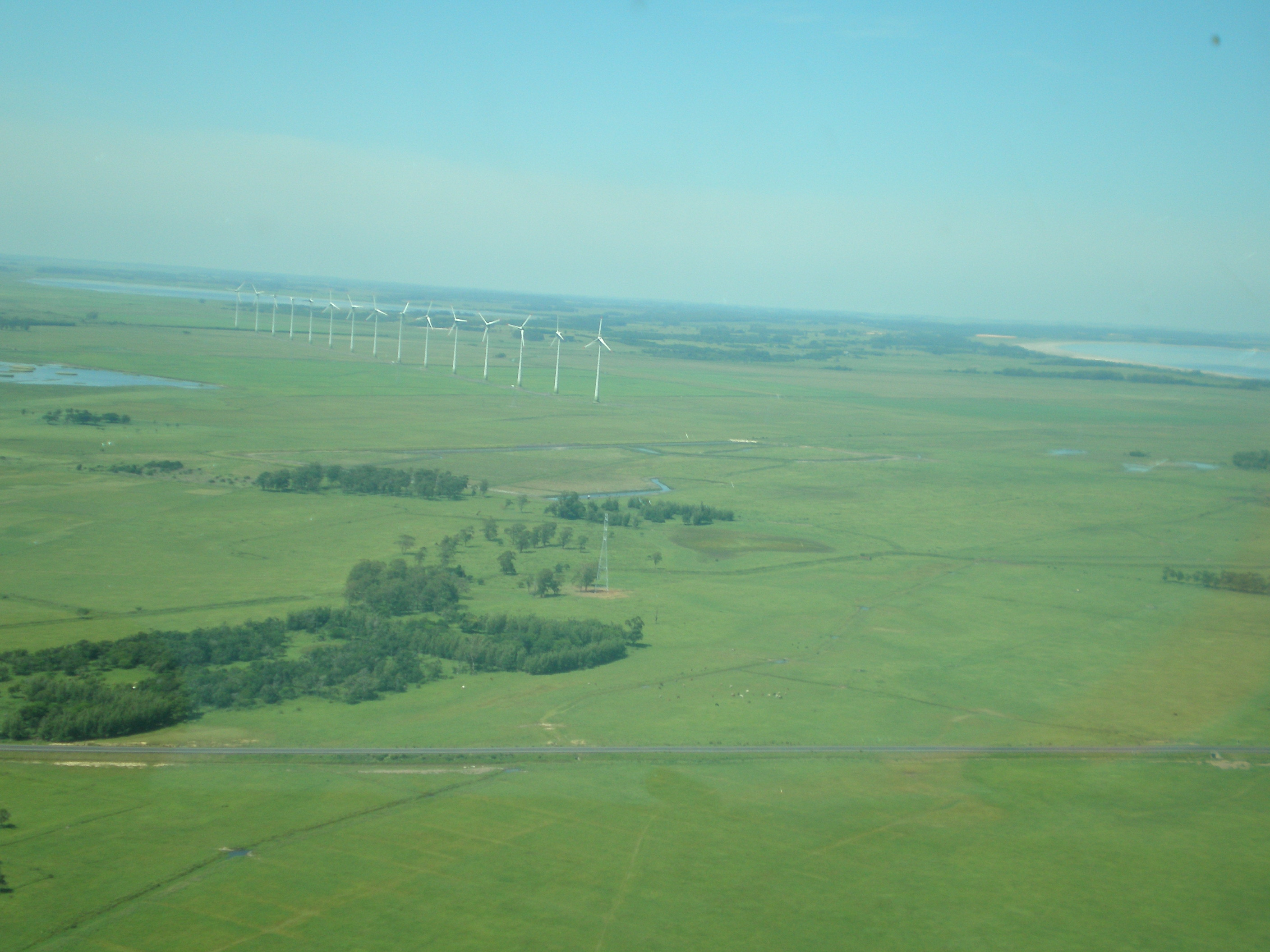
Parco eolico di Osório, Rio Grande do Sul, Brasile

L'afflusso costante di sedimenti ad opera dei fiumi Paraná e de la Plata ha comportato un'elevazione del suolo. In generale, il panorama in questa subregione è leggermente ondulato e presenta diversi corsi d'acqua di varia dimensione. I terreni sono per lo più profondi e la consistenza è franco limosa argillosa. Nelle vallate che separano le colline e in alcuni bacini compaiono suoli idromorfi.
La struttura vegetale delle praterie era nei secoli precedenti corrispondente a manti erbosi nei mesi più umidi e a una pseudo-steppa nei periodi asciutti. Nelle aree in cui i terreni sono molto fertili, la maggior parte di questo distretto, cresceva la "flechilla", l'erba sopraccitata appartenente al genere Stipa. Laddove i suoli sono leggermente alcalini, come presso le sorgenti dei corsi d'acqua o ai bordi di essi, si possono rinvenire specie alofile.

### Pampa umida o allagabile
Si estende ad ovest della pampa collinare, nel bacino del fiume Salado. Le alluvioni sono frequenti poiché non ci sono modi naturali di drenaggio delle acque a causa dei rilievi nella baia di Samborombón, i quali rendono estremamente complicato lo smaltimento dell'acqua impantanata. In spagnolo è indicata da León come pampa deprimida o inundable.

#### Caratteristiche fisiche
In termini generali, si tratta di una pianura molto piatta che comprende la maggior parte del bacino del Salado e una vasta area, topograficamente più alta, limitata dai pedemontani sistema de Tandilia e sierras de Ventania. La caratteristica più evidente è la scarsa pendenza della subregione e gli acuti problemi nel deflusso delle acque superficiali. Il vento è stato il principale modellatore di questo distretto, cone dimostrano le numerose dune costiere attualmente riempite da lagune o paludi permanenti o stagionali. I materiali originali dei suoli sono stati erosi dal flusso delle acque, le quali hanno reso il terreno ricco di limo e argilla, oltre che di sodio in quantità superiori alla norma. Il settore primario è meno sviluppato che in altre regioni della pampa, principalmente a causa del ristagno idrico e dei problemi di alcalinità e sodicità superficiale o sotterranea.
La vegetazione più frequente del posto è una steppa di erba bassa in cui fa da padrone una specie del genere Distichlis.
La piana alluvionale è quella che ha risentito di meno dell'impatto antropico in termini di mutamento della vegetazione rispetto ai secoli scorsi, sebbene il pascolo abbia comunque in parte modificato la composizione floristica e la struttura della vegetazione. Le suddette limitazioni edafiche influiscono sulle attività produttive svolte in loco, comportando come attività principale la zootecnia (il 62% del bestiame argentino si trova in questa regione): solo sulle colline isolate è possibile sfruttare il terreno a scopi agricoli.

## Fauna
L'attività antropica ha provocato importanti cambiamenti nella fauna della pampa. Specie come il puma, il nandù e il cervo delle pampas hanno perso il loro habitat soprattutto a causa dell'espansione dell'agricoltura e dell'allevamento.
Tra gli erbivori della pampa figurano il cervo delle pampas, il mazama grigio, la viscaccia, la cavia selvatica, la microcavia del sud e la nutria. Il maggior predatore della regione è il puma, seguito dal crisocione, dalla volpe grigia delle pampas, dal gatto di monte e dal grigione minore, nonché da onnivori come l'opossum dalle orecchie bianche e lo skunk delle Ande.
Specie di uccelli proprie della pampa sono l'oca testarugginosa, la sturnella della pampa, la pittima di Hudson, la cicogna maguari, l'ibis facciabianca, la folaga alibianche, il kamichi dal collare, la cannaiola beccocurvo, la civetta delle tane e il nandù.
Dopo la conquista europea le pampas sono state colonizzate da varie specie invasive introdotte, come la lepre comune, il cinghiale e il passero domestico.

## Sismicità
La regione della pampa è una delle aree geologicamente più stabili del pianeta Terra, poiché si trovano solo alcune piccole faglie periferiche e quasi inattive negli scudi di Brasilia e Patagonia dovute alla placca di Nazca. Da quando giunsero gli europei nel 1500, non si sono riportate vittime nei terremoti nella regione della pampa.
Il terremoto nel 1888 fu percepito come un evento eccezionale: il 5 giugno 1888, alle 3:20, si verificò un lieve terremoto nei pressi del Río de la Plata di magnitudo 5,5 sulla scala Richter. Il suo epicentro è stato ricostruito alle coordinate 34.6°S 57.899°W a 30 km di profondità.
A venire colpite, senza che si riportarono vittime, furono tutte le popolazioni della costa del Río de la Plata, in particolare le città di Buenos Aires e Montevideo. I danni furono limitati dal fatto che al tempo non esistevano ancora edifici alti o treni sotterranei. A seguito del terremoto, nessuna delle due capitali ha adottato misure antisismiche per le proprie costruzioni.

## Economia
L'area della pampa, come più volte ripetuto, è terra di pascolo e allevamento del bestiame, da cui si ottengono carne e latte per le grandi città e per l'esportazione.

### Agricoltura

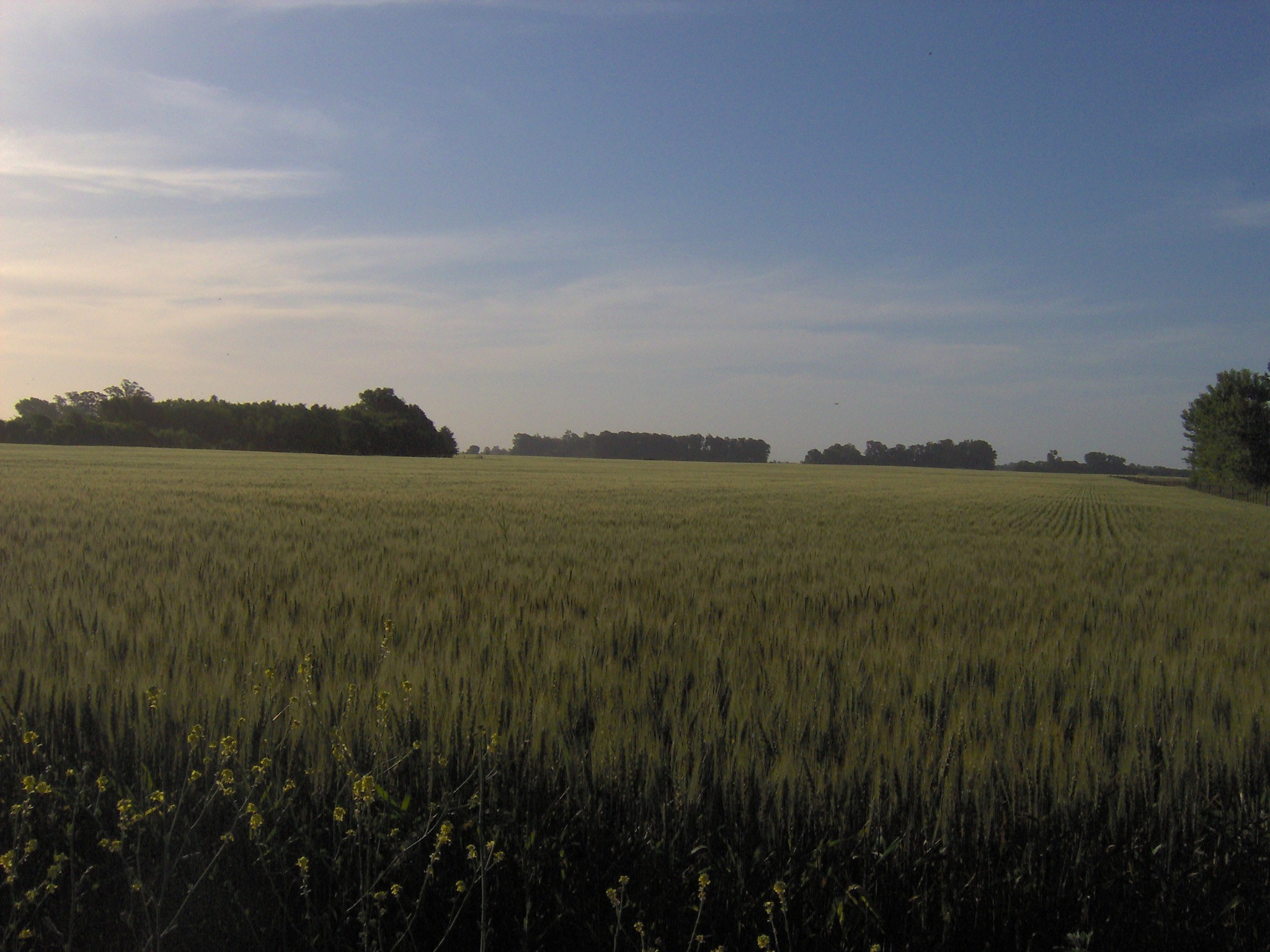
Campo di orzo

Storicamente, questa regione geografica produce cereali come mais e grano, in genere destinati all'esportazione. Ciò è stato possibile grazie alla straordinaria fertilità, al clima temperato e alla disponibilità di acqua. In tempi recenti, nuove tecniche e investimenti di capitale hanno contribuito a migliorarne lo sviluppo e gli sforzi si sono concentrati sulla produzione della soia. Il potenziamento del settore primario argentino è dovuto a una serie di concause, tra cui la diversificazione, ovvero la variazione delle colture che consente un maggiore utilizzo del suolo. Le innovazioni tecnologiche includono la semina diretta (senza aratura), lo sviluppo di piante ibride e transgeniche a crescita rapida o più resistenti ai parassiti.
Le principali colture nelle pampa sono: grano, mais, orzo, girasole, soia, patate, arachidi e sorgo.
- Soia: una vasta gamma di prodotti alimentari è ottenuta dai suoi semi: olio, salsa, succo di verdura, germogli, alimenti per animali, farine, fagioli o tofu. Tra gli usi secondari della soia va ricordata la produzione di plastica, adesivi, vernici, tinture, insetticidi e prodotti farmaceutici. Fu piantata per la prima volta intorno al 1970 e già nel 1971-1972 furono piantati 80 000 ettari.[67] Nella campagna promozionale governativa del 2001-2002, la soia ha sostituito le colture tradizionali, venendo fatta crescere in 11900000 ha.[68] L'aumento della soia è avvenuto pure nei campi dell'Uruguay[69] e del Brasile.[70] Tra il 1999 e il 2000 la produzione di cereali e semi oleosi ha superato i 50 milioni di tonnellate.

Nei dintorni di Mendoza, si produce circa il 50% del vino dell'intero Sud America.

### Zootecnia
Sin dal periodo coloniale, l'allevamento di bovini, equini, ovini e suini è stata l'attività economica principale. La pampa è precipua per la produzione di carne bovina e di latte.
- Bovini da carne: le razze Charollais, Hereford e Aberdeen Angus rientrano in questa categoria.[73]
- Bovini da latte: formati dalla razza Holando-Argentino.

Nella provincia di Santa Fe è situato il bacino lattiero-caseario più importante del paese. Seguono i bacini di Córdoba (35%), provincia di Buenos Aires, Entre Ríos e provincia di La Pampa. I bovini in questa regione vengono fatti pascolare nelle sconfinate praterie locali. I bovini argentini sono liberi dall'afta epizootica e da altre malattie, rendendoli più appetibili per i mercati europei. L'ultima vaccinazione di massa, avvenuta nel marzo del 2020, ha riguardato 3,3 milioni di animali.